# Paradexamine orientalis
Paradexamine orientalis is een vlokreeftensoort uit de familie van de Dexaminidae. De wetenschappelijke naam van de soort is voor het eerst geldig gepubliceerd in 1923 door Spandl.